# Jean-Paul Paloméros
Jean-Paul Paloméros (nascido em 13 de agosto de 1953, em Paris) é um general reformado da Força Aérea Francesa, ramo no qual serviu como Chefe do Estado-maior entre 2009 e 2012.